# Konversation i Arcachon
Konversation i Arcachon (franska: Conversation à Arcachon) är en oljemålning av den franske konstnären Pierre Bonnard från omkring 1926–1930. Den är utställd på Musée des beaux-arts de la ville de Paris i Petit Palais i Paris. 
Målningen är signerad "Bonnard" nere till vänster på duken och "Arcachon St Germ[ain]/1926" på baksidan. Den är utförd i Arcachon vid franska Atlantkusten där Bonnard tidvis var bosatt under åren 1920–1931. Bilden visar en genrescen där två kvinnor samtalar med en man som avbildas bakifrån stående i solsken. Kvinnorna står i skuggan av ett parasoll som en av kvinnorna håller. I bakgrunden framskymtar ett soldränkt hav med båtar.
Konversation i Arcachon testamenterades av läkaren Maurice Girardin 1953 till Musée des beaux-arts de la ville de Paris. Samma museum äger fler tavlor av Bonnard, bland annat Unga kvinnor med fiskmås (1917) med en liknande solbelyst genrebild med marin bakgrund (denna gång dock Cannes vid Medelhavet). Båda tavlorna ingick i Nationalmuseums utställning "Bonnard och Norden" 2025.

## Bilder

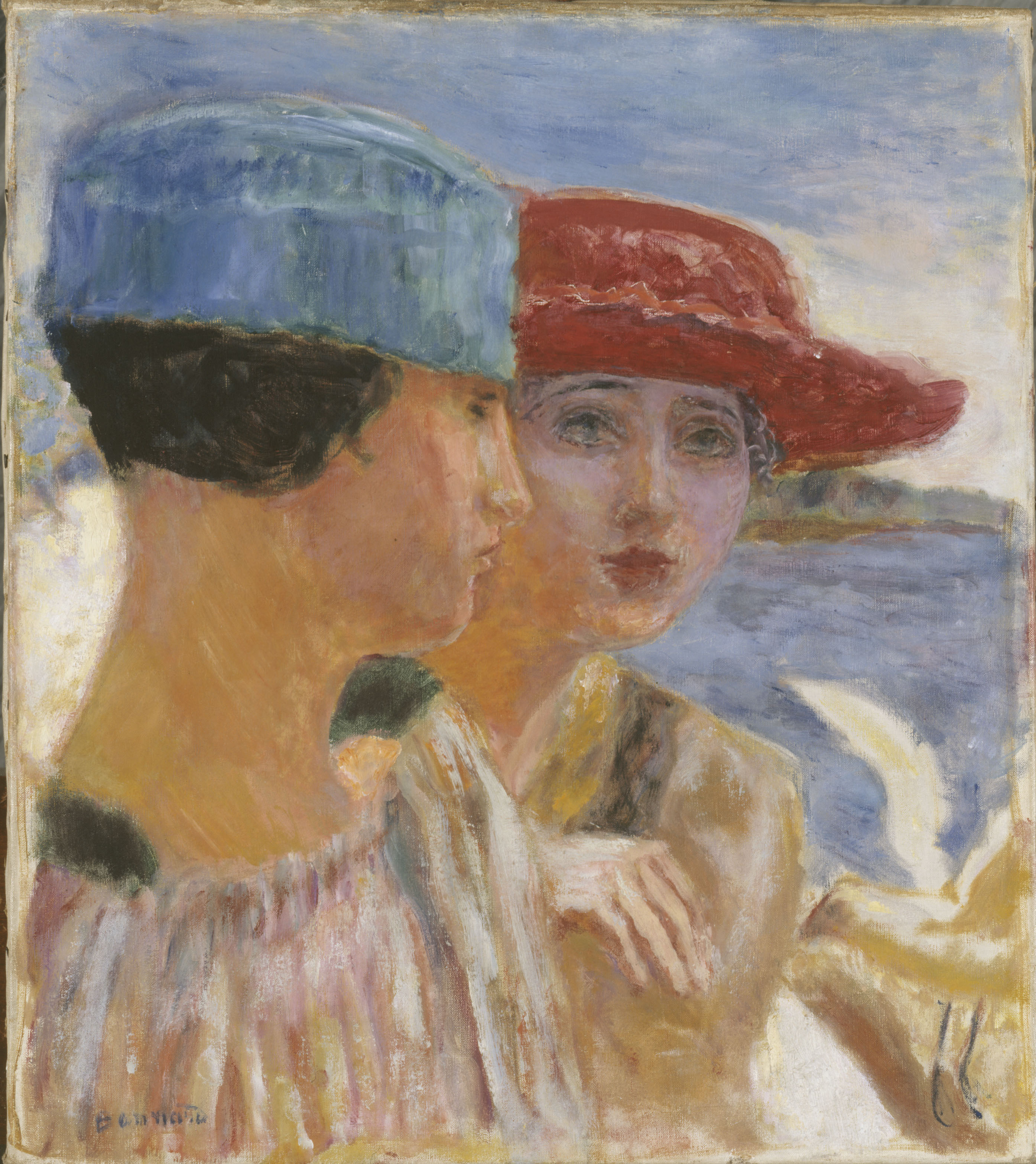
Unga kvinnor med fiskmås (Jeunes filles à la mouette) från 1917. Musée des beaux-arts de la ville de Paris i Petit Palais.